# Ciągle pada
Ciągle pada – piosenka Czerwonych Gitar z roku 1974. Muzykę skomponował Seweryn Krajewski, a słowa napisał Krzysztof Dzikowski. Utwór nagrywany był z zespołem Alibabki. Nagrania dokonano w kameralnym studiu Polskich Nagrań. Utwór wydano na long playu Rytm Ziemi w roku 1975. Piosenka została również nagrana w języku niemieckim pod tytułem Und es regnet i była jednym z największych przebojów grupy w NRD.

## Tekst
Pogoda, a zwłaszcza deszcz, to częsty motyw piosenek, również polskich, np. „Do łezki łezka” Maryli Rodowicz. Tematem piosenki jest dzień spędzony podczas deszczowej pogody, podczas którego podmiot liryczny obserwuje różne skutki wywoływane przez deszcz, w tym panikę ludzi, sam jednak będąc na niego odpornym. Autor słów, Krzysztof Dzikowski opisał jeden z deszczowych dni ze swojego wczesnego dzieciństwa, który przeżył podczas II wojny światowej w Białogonie pod Kielcami. Nastrój utworu jest pogodny, nawet wesoły. Jednak mimo szybkiej muzyki nastrój wywołany przez tekst sprawia, że piosenka ma wydźwięk romantyczny. Jerzy Skrzypczyk wspomina, że piosenka w odpowiedni sposób brzmi tylko przy ścisłym zachowaniu odpowiedniego tempa, granie zbyt szybkie powoduje problem ze zmieszczeniem tekstu we frazie muzycznej.
Jedną z najtrudniejszych do zaśpiewania fraz była surrealistyczna fraza w stylu Tadeusza Peipera asfalt ulic jest dziś śliski jak brzuch ryby, choć Seweryn Krajewski zapewniał, że nigdy nie miał z nią problemu.

## Muzyka
Utwór został skomponowany bez refrenu; po gitarowym intro następują kolejne zwrotki, wykonane naprzemiennie z Alibabkami i bez nich, przerwane dwiema solówkami gitarowymi Seweryna Krajewskiego. Był to jeden z ostatnich przebojów zespołu zagranych w konwencji rockowej, w następnej dekadzie zespół zmienił styl na pop. Po zmianie stylu i odejściu wokalisty Bernarda Dornowskiego, utwór śpiewany był przez duet Jerzy Skrzypczyk i Mieczysław Wądołowski.

## Skład
Utwór nagrał zespół w składzie:
- Seweryn Krajewski – gitara, śpiew
- Bernard Dornowski – gitara, śpiew
- Jerzy Skrzypczyk – perkusja, śpiew
- Grupa wokalna Alibabki